# 五団鎮
五団鎮（ごだんちん）は中華人民共和国湖南省邵陽市城歩ミャオ族自治県の鎮。

## 典拠
五団とは五匹の団魚（スッポン科）のことです。団魚のような砂場が5つあることから、「五団鎮」と名づけられました。

## 行政区画
- 第一社区
- 第二社区
- 独樹村
- 金東村
- 石空村
- 白水頭村
- 蝋里村
- 木瓜村
- 巡頭村
- 江頭司村
- 騰坪村
- 初水村
- 茶元村
- 恒州村
- 金童山村

## 歴史
1950年、五団郷を設立。1995年、江頭司郷を五団郷にに合併されている。1996年、五団鎮に昇格。2015年12月31日、江南山鎮の一部の村は五団鎮に合併されている。

## 経済

### 名物・特産品
- タングステン
- ケイ素
- 鉛

## 地理
五団鎮は城歩ミャオ族自治県南部に位置し、北は丹口鎮と、東は汀坪郷と、西及び南は通道トン族自治県とそれぞれ接している。
- 河川：芙蓉河

## 交通

### 道路
- 県道X093